# Ohrdruf
Ohrdruf – miasto w Niemczech w kraju związkowym Turyngia, w powiecie Gotha. Leży ok. 30 km na południowy zachód od Erfurtu.
Do 31 grudnia 2018 miasto pełniło funkcję „gminy realizującej” (niem. „erfüllende Gemeinde”) dla czterech gmin wiejskich: Crawinkel, Gräfenhain, Luisenthal i Wölfis. Gminy Crawinkel, Gräfenhain oraz Wölfis zostały dzień później przyłączone do miasta i stały się zarazem jego dzielnicami. Miasto nadal pełni taką funkcję dla gminy Luisenthal.

## Historia
Miejscowość założona między 724 a 726 przez Bobifacego Wynfretha, który ufundował tam pierwszy klasztor w Turyngii.
W 1695 do Ohrdruf przybył osierocony Jan Sebastian Bach, który następnie podjął pracę (pod opieką brata, Jana Krzysztofa) w tutejszym kościele św. Michała (St. Michael). Bach spędził tutaj 5 lat.
W XIX wieku miasteczko było znane z produkcji zabawek.
Pod koniec II wojny światowej niedaleko znajdował się obóz pracy przymusowej Ohrdruf (Zwangsarbeitslager „Ohrdruf”), pierwszy z wyzwolonych przez wojska amerykańskie.

## Współpraca
Miejscowość partnerska:
- Wolfhagen, Hesja